# 代巴利采韋
代巴利采韋（烏克蘭語：Дебальцеве）是烏克蘭中部第聶伯羅彼得羅夫斯克州錫內利尼科韋區瓦西里基夫卡市镇的村莊，處於沃夫恰河畔，距離奧霍特尼切0.5公里，2024年人口705。